# Haageocereus lanugispinus
Haageocereus lanugispinus ist eine Pflanzenart in der Gattung Haageocereus aus der Familie der Kakteengewächse (Cactaceae). Das Artepitheton leitet sich von den lateinischen Worten lanugo für ‚wollig bedeckt‘  sowie spinus für ‚bedornt‘ ab und verweist auf die winzigen Haare, die die Dornen bedecken.

## Beschreibung
Haageocereus lanugispinus wächst mit von der Basis aus ausstrahlenden, halb niederliegenden, grünen Trieben, die bei Durchmessern von 1,2 bis 2 Zentimeter Längen von 10 bis 20 Zentimeter erreichen. Es sind 13 bis 14 Rippen vorhanden, die 1,5 bis 2 Millimeter hoch sind. Die 30 bis 40 ungleichen, nadeligen, weißlichen Dornen sind mit feiner Wolle bedeckt. Sie sind 3 bis 5 Millimeter lang.
Die weißen Blüten erreichen eine Länge von bis zu 5 Zentimeter.

## Verbreitung und Systematik
Haageocereus lanugispinus ist in Peru in den Regionen Ancash und Lima verbreitet.
Die Erstbeschreibung erfolgte 1981 durch Friedrich Ritter. Ein nomenklatorisches Synonym ist Echinopsis lanugispina (F.Ritter) Molinari & Mayta (2015).
Haageocereus lanugispinus ist nur ungenügend bekannt.

## Nachweise